# Samy Frioui
Samy Frioui est un footballeur algérien né le 7 septembre 1991 à Kouba. Il évolue au poste d'attaquant au CR Belouizdad.

## Biographie
Samy Frioui naît le 7 septembre 1991 à Kouba, quartier situé à l'Est d'Alger. Il commence la pratique du football dans les catégories de jeunes de l'USM Alger. Il effectue quelques apparitions sporadiques en équipe première, avant d'intégrer définitivement l'effectif senior lors de la saison 2013-2014, profitant de la décision de Rolland Courbis, alors entraîneur de l'USMA, de n'effectuer aucun recrutement durant le mercato estival et de promouvoir, au lieu de cela, cinq espoirs du club. Frioui inscrit un but lors de sa première titularisation à l'occasion d'un derby contre l'USM El Harrach, mais ne parvient toutefois pas à s'imposer au sein de l'équipe puisqu'il ne prend part qu'à six matchs au cours d'une saison qui voit l'USMA remporter le championnat. Ne figurant pas dans la liste des joueurs retenus pour l'exercice 2014-2015, le jeune attaquant quitte les Rouge et Noir et rejoint l'USMH sous forme de prêt le 23 juin 2014.
Transféré à la JSM Béjaïa (Division 2) en 2015, il rejoint l'USM Blida, toujours en D2, en 2016. Promu en Division 1 en 2017, il inscrit 15 buts au sein de l'élite lors de la saison 2017-2018. Cette bonne saison lui vaut une arrivée en Europe et un transfert vers le club grec de l'AEL Larissa pour 3 ans, il jouera qu'un seul match de coupe en 6 mois, au mercato hivernal, il est contacté par le Mouloudia Club Alger où il finit par signer un contrat de 2 ans et demi jusqu'à l'été 2021.
Il finit meilleur buteur du championnat d'Algérie 2021-2022 avec 17 buts.

## Statistiques
| Saison                | Club                  | Championnat           | Championnat | Championnat | Coupe(s) nationale(s) | Coupe(s) nationale(s) | Compétition(s) continentale(s) | Compétition(s) continentale(s) | Compétition(s) continentale(s) | Autres compétitions | Autres compétitions | Autres compétitions | Total | Total |
| Saison                | Club                  | Division              | M.          | B.          | M.                    | B.                    | Comp.                          | M.                             | B.                             | Comp.               | M.                  | B.                  | M.    | B.    |
| 2010-2011             | USM Alger             | 1                     | 4           | 0           | 0                     | 0                     | -                              | -                              | -                              | -                   | -                   | -                   | 4     | 0     |
| 2011-2012             | USM Alger             | 1                     | 0           | 0           | 0                     | 0                     | -                              | -                              | -                              | -                   | -                   | -                   | 0     | 0     |
| 2012-2013             | USM Alger             | 1                     | 1           | 0           | 0                     | 0                     | -                              | -                              | -                              | -                   | -                   | -                   | 1     | 0     |
| 2013-2014             | USM Alger             | 1                     | 6           | 1           | 1                     | 0                     | -                              | -                              | -                              | -                   | -                   | -                   | 7     | 1     |
| 2014-2015             | USM El Harrach (prêt) | 1                     | 12          | 0           | 1                     | 0                     | -                              | -                              | -                              | -                   | -                   | -                   | 13    | 0     |
| 2015-2016             | JSM Béjaïa            | 2                     | 25          | 2           | 3                     | 0                     | -                              | -                              | -                              | -                   | -                   | -                   | 28    | 2     |
| 2016-2017             | USM Blida             | 2                     | 22          | 4           | 3                     | 0                     | -                              | -                              | -                              | -                   | -                   | -                   | 25    | 4     |
| 2017-2018             | USM Blida             | 1                     | 29          | 15          | 4                     | 2                     | -                              | -                              | -                              | -                   | -                   | -                   | 33    | 17    |
| 2018                  | AEL Larissa           | 1                     | 0           | 0           | 1                     | 0                     | -                              | -                              | -                              | -                   | -                   | -                   | 1     | 0     |
| 2018-2019             | MC Alger              | 1                     | 14          | 4           | 1                     | 0                     | -                              | -                              | -                              | AC                  | 2                   | 0                   | 17    | 4     |
| 2019-2020             | MC Alger              | 1                     | 15          | 9           | 2                     | 1                     | -                              | -                              | -                              | AC                  | 5                   | 2                   | 22    | 12    |
| 2020-2021             | MC Alger              | 1                     | 20          | 11          | -                     | -                     | C1                             | 10                             | 3                              | -                   | -                   | -                   | 30    | 14    |
| 2021-2022             | MC Alger              | 1                     | 31          | 17          | -                     | -                     | -                              | -                              | -                              | -                   | -                   | -                   | 31    | 17    |
| 2022-2023             | Al-Ittihad SC         | 2                     | -           | -           | -                     | -                     | -                              | -                              | -                              | -                   | -                   | -                   | 0     | 0     |
| Total sur la carrière | Total sur la carrière | Total sur la carrière | 182         | 63          | 16                    | 3                     | -                              | 10                             | 3                              | -                   | 7                   | 2                   | 215   | 71    |

## Palmarès
- Champion d'Algérie en 2014 avec l'USM Alger.
- Vice-champion d'Algérie en 2020 avec le MC Alger.
- Champion d'Algérie de D2 en 2017 avec l'USM Blida.
- Supercoupe de Bahreïn : 2022 avec l' Al-Khaldiya SC
- Championnat de Bahreïn (2): 2023 , 2024 avec l' Al-Khaldiya SC